# Buquinistas de París

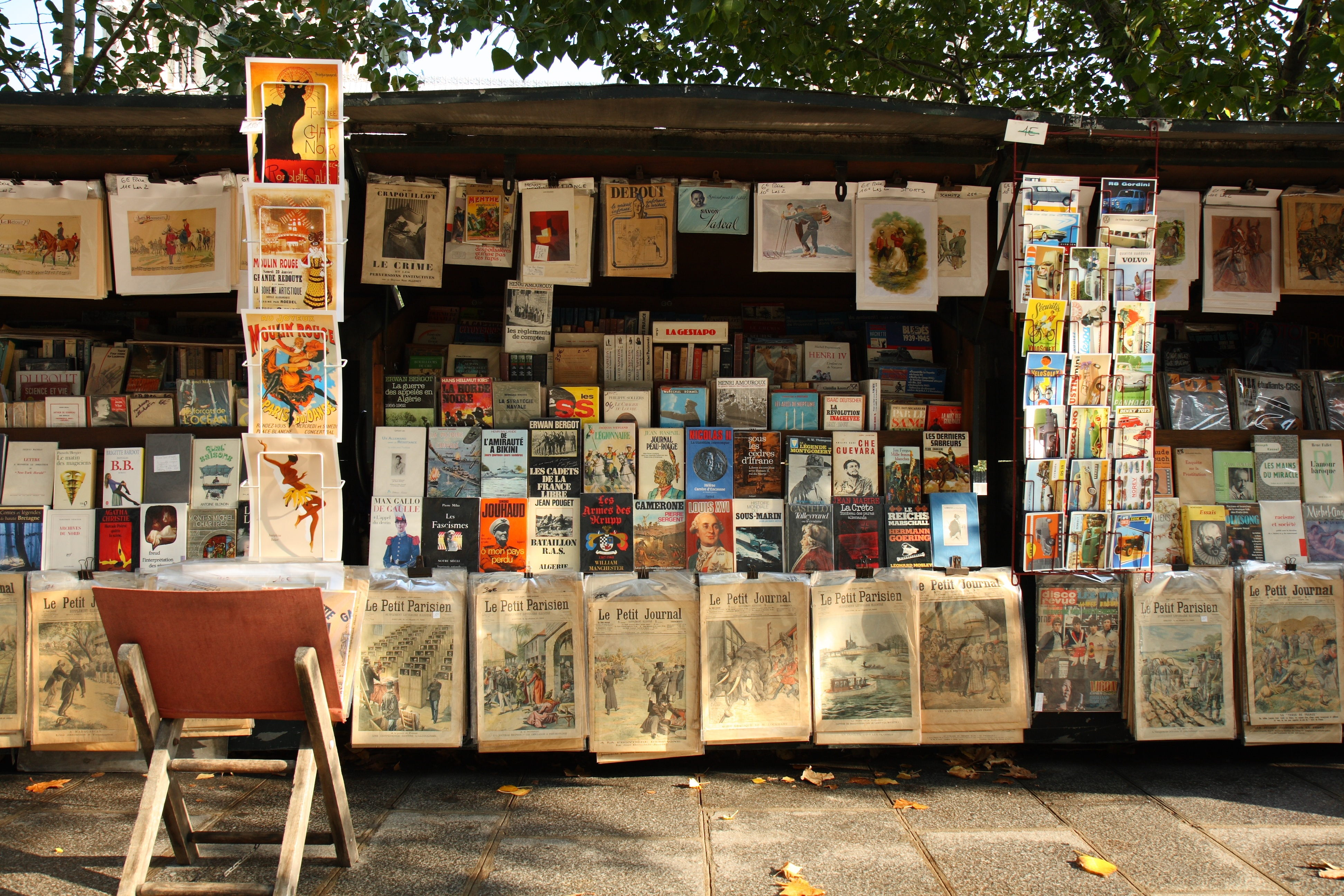
Exhibición de productos a la venta de un buquinista parisino (2007).

El término buquinista (en francés bouquiniste) se refiere a los vendedores de libros antiguos y de ocasión. Desde el punto de vista etimológico, la palabra deriva de bouquin en dialecto flamenco (libro y sobre todo pequeño libro, o sea ediciones de bolsillo o de dimensiones de menor tamaño que lo usual).
Los "bouquinistes de París", Francia, son los vendedores de libros usados y antiguos que ejercen su oficio a lo largo de amplios sectores de las orillas del Sena: en la margen derecha del Pont Marie al Quai du Louvre, y en la orilla izquierda del Quai de la Tournelle al Quai Voltaire. El Sena se describe así como el único río en el mundo que se extiende entre dos filas de estanterías y puestos de venta.

## Historia

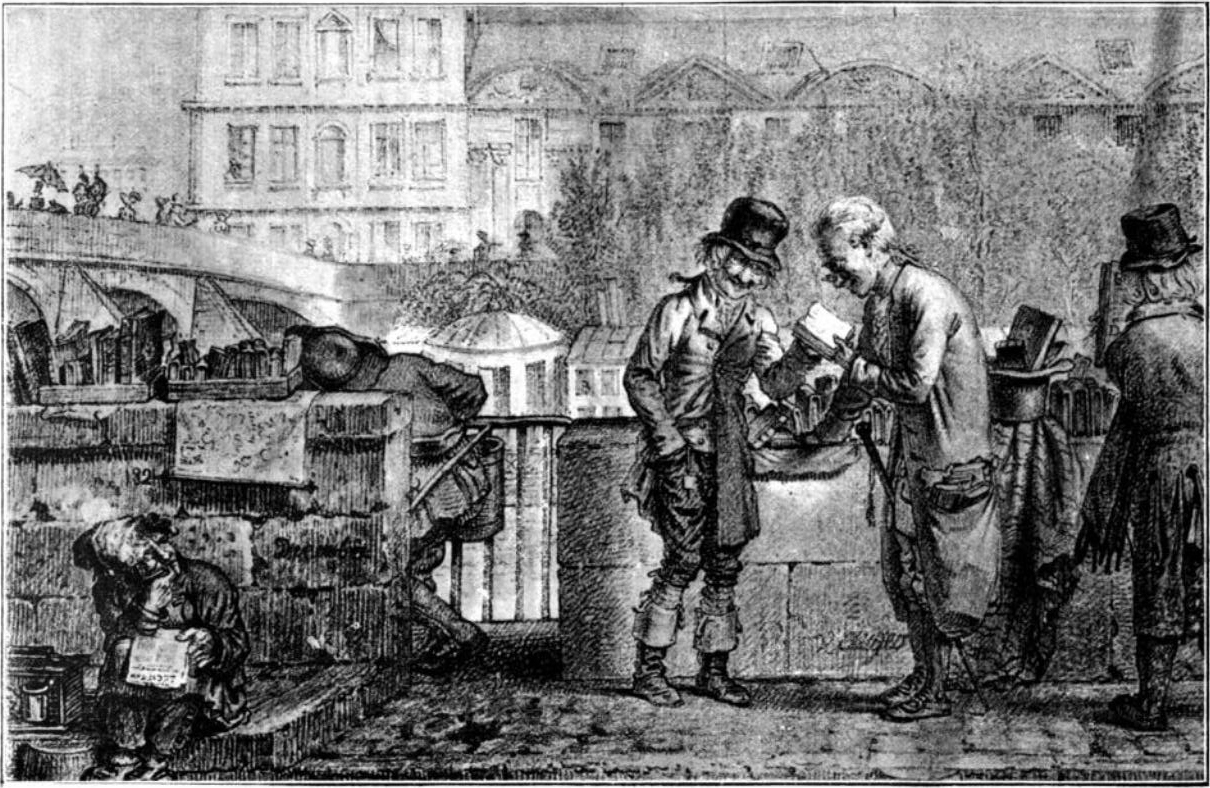
Grabado de buquinista en el quai Voltaire (1821).

La tradición con los libros de segunda mano comenzó alrededor del siglo XVI con pequeños vendedores ambulantes de almanaques e impresos. La difusión de los libros entonces estaba muy reglamentada, y en 1577 un decreto real asimiló a los comerciantes ambulantes de libros con ladrones, encubridores, y gente de dudosas costumbres, mientras que en 1578, en una sentencia, se reconoció la existencia de diez libreros ambulantes.
Bajo la presión de vendedores de libros establecidos en un lugar fijo, un reglamento de 1649 prohibió la exhibición y venta de libros sobre elementos portátiles en el Pont Neuf en París. Las autoridades de la época estaban ansiosas de limitar los mercados paralelos no sometidos a la censura oficial. Durante este periodo los viajeros vendedores de libros fueron expulsados, y por momentos luego tolerados o reintegrados en un proceso de aprobación, según los vaivenes de la política.
Con Napoleón y el ordenamiento y mejora de los muelles del Sena, los buquinistas se multiplicaron, y pronto fueron reconocidos por los poderes públicos. Un estatuto para ellos fue entonces establecido, similar al de los comerciantes públicos. En septiembre de 1829, y reconociendo irregularidades en el origen de parte del material manejado por los vendedores, se les prohibió «hacer compras a niños, escolares, servidumbre, y domésticas, sin las autorizaciones correspondientes».
En 1859, una reglamentación fue implementada por la ciudad de París, y se permitió a los vendedores de libros antiguos y usados establecerse en puntos fijos. Cada uno pasó a tener derecho a 10 metros de barandilla por una cuota anual de 26,35 F y una licencia (patente) de 25 F. Usualmente permanecían abiertos de sol a sol. Por último, en 1930, se fijaron las dimensiones de las «cajas».

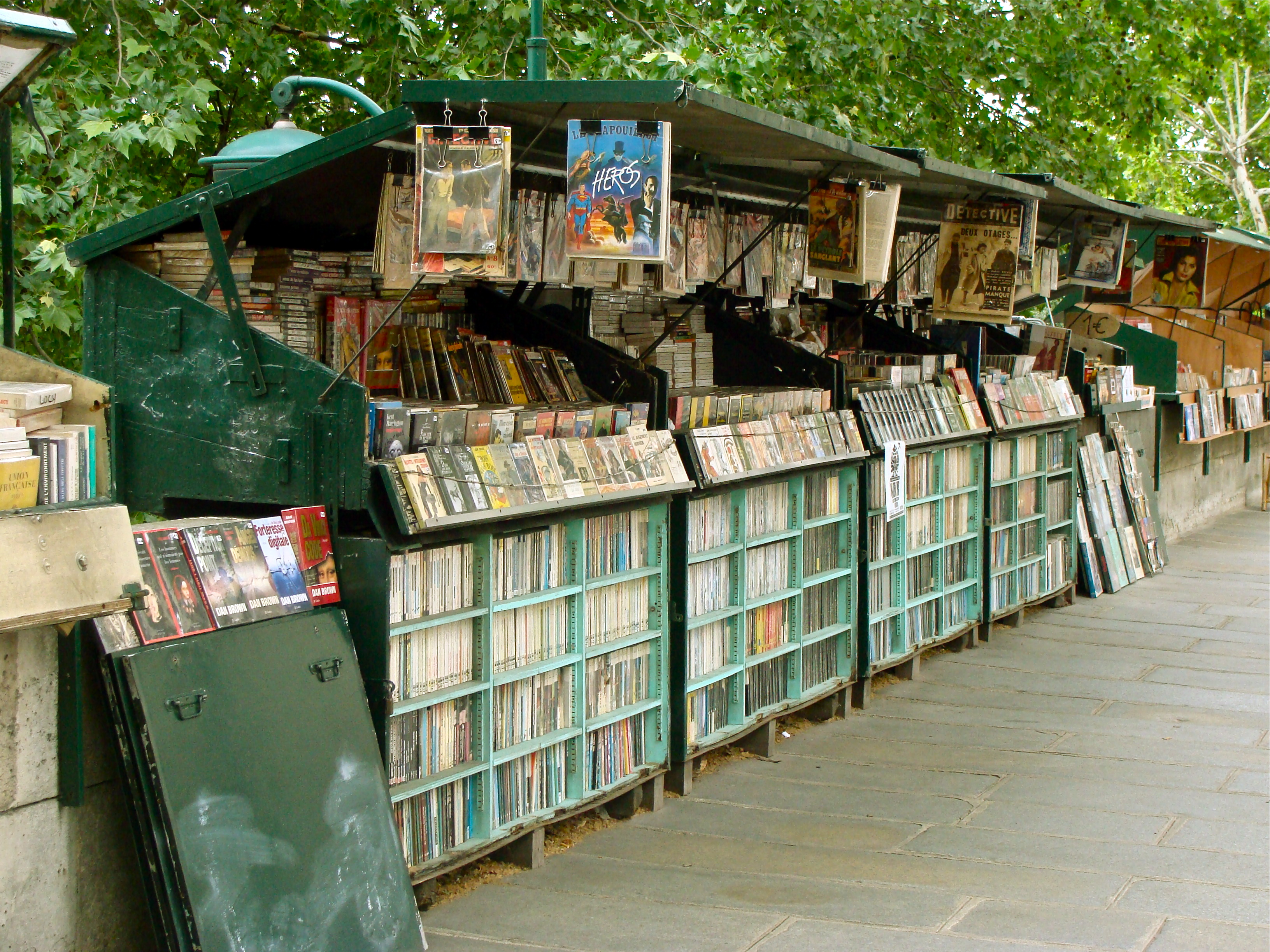
Puestos de venta de buquinistas en París.

Instalados a lo largo de más de tres kilómetros a orillas del río Sena y declarados "Patrimonio de la Humanidad" por la Unesco, hoy día los 240 vendedores de libros de la capital francesa hacen uso de novecientas "cajas verdes", lo que permite albergar y exhibir unos 300 000 libros antiguos, así como un gran número de revistas, sellos, y tarjetas comerciales. Nótese que en 1892 los buquinistas de París eran unos 150, y unos 200 en 1900, lo que en alguna medida está señalando el éxito de esta actividad.
Los libros de segunda mano de París han inspirado a los libreros en otras ciudades como Ottawa, Pekín, Tokio, Montreal, Quebec, etc. Pero París, con sus cajas convertidas en quioscos casi desde que sale el Sol hasta que se pone, constituye aún hoy día la librería a cielo abierto más grande del mundo.
El emblema tradicional de los libreros de segunda mano es un lagarto mirando una espada. El lagarto señala que los buquinistas esperan el sol para abrir sus cajas y mantener actividad, mientras que la espada aspira y señala la noble profesión de librero a la que se dedican.
El término "bouquiniste" ya se encuentra en el diccionario de la Academia Francesa de 1789.

## Extracto del Reglamento de Buquinistas[12]

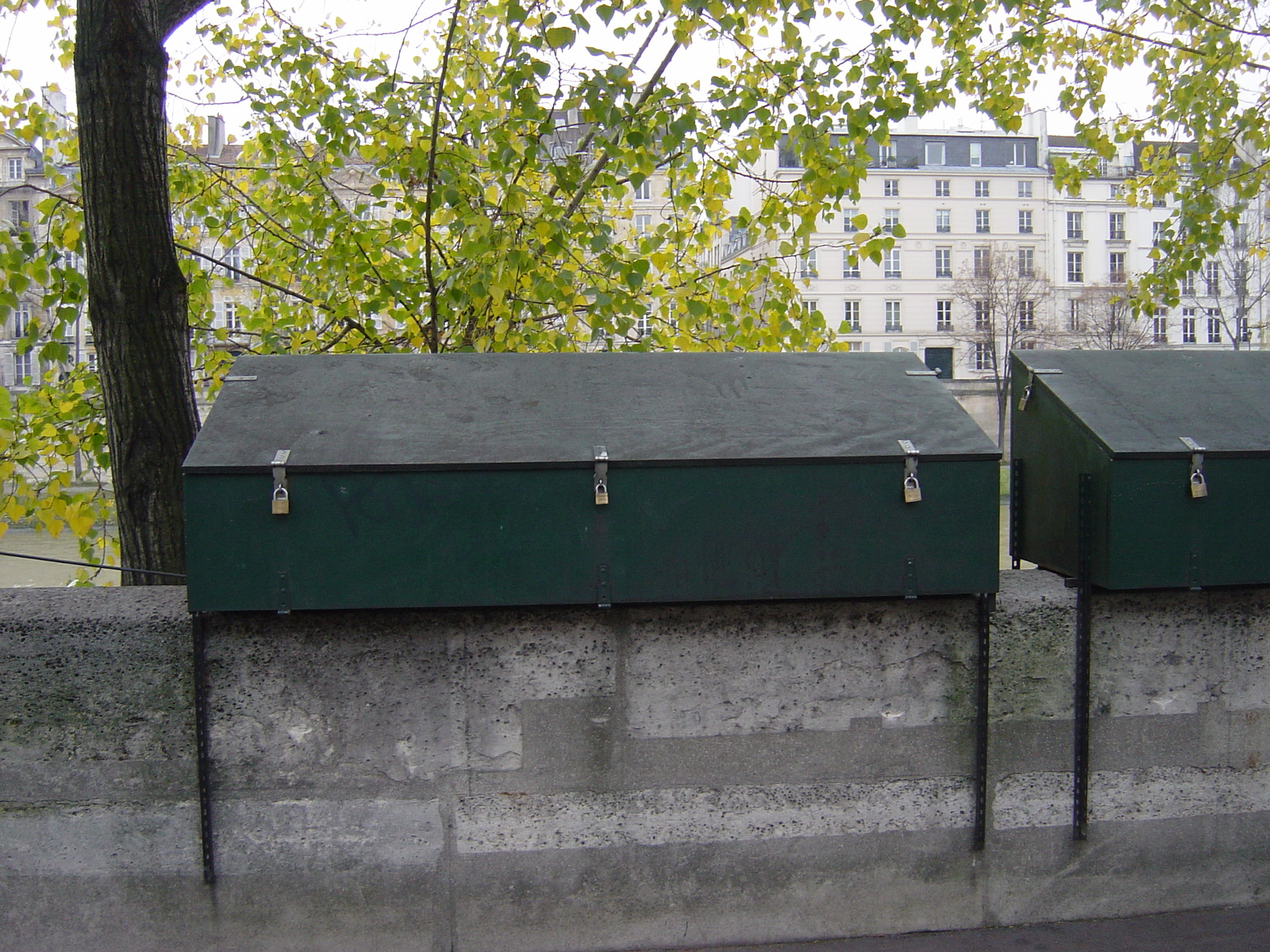
Cajas cerradas de buquinistas (2006), apoyadas sobre los muros-parapeto de los muelles parisinos.

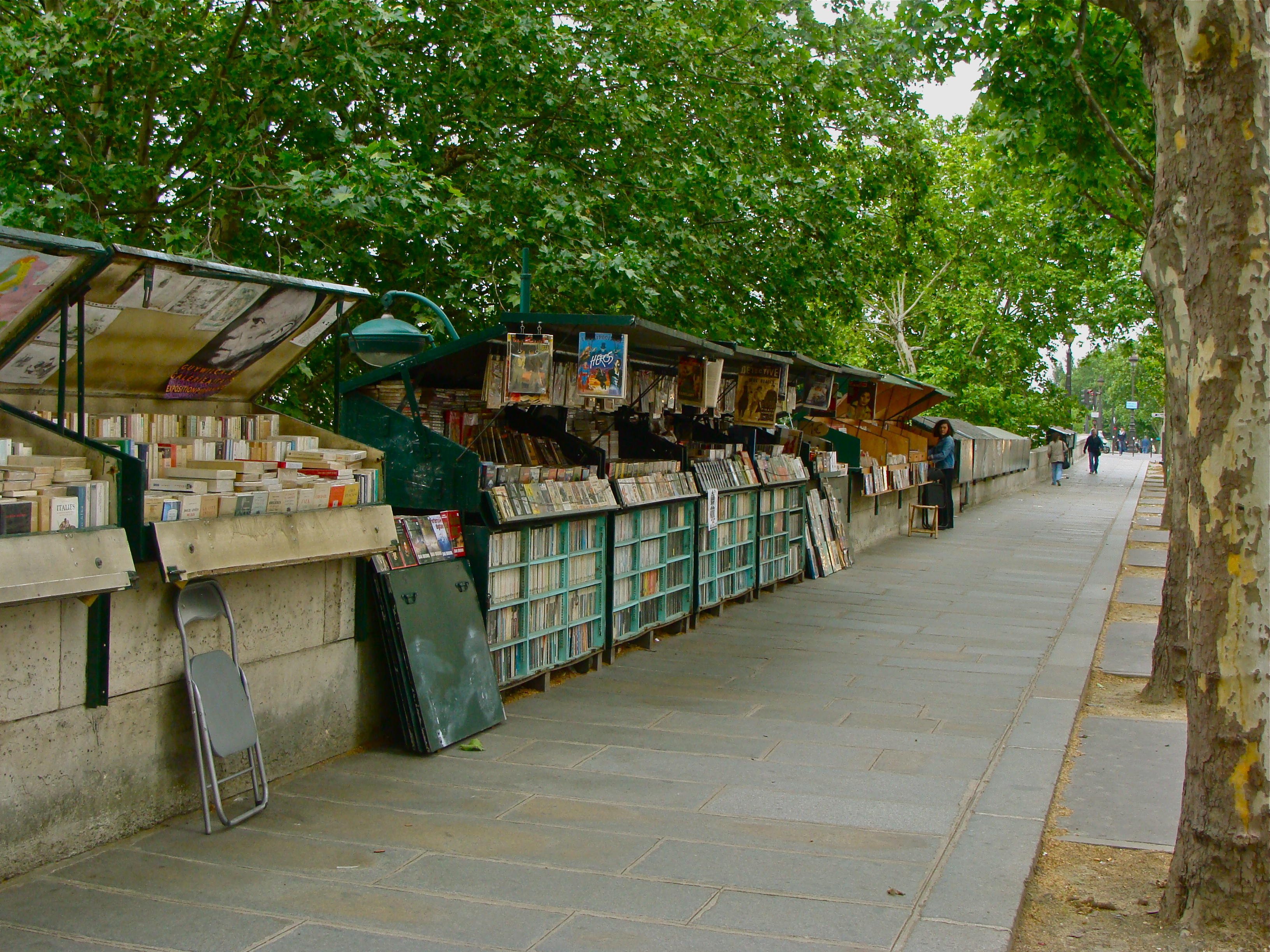
Buquinistas al borde del río Sena, en París.

Artículo 9 de la ley de octubre de 1993, firmada por Jacques Chirac: 
Las cajas utilizadas por las tiendas de libros serán de un tipo aprobado por la Administración con un gálibo exterior determinada por las dimensiones inferiores, para una longitud máxima de 8,6 metros:
- Longitud: 2 metros
- Ancho: 0,75 metros
- Altura:
  - Lado Sena: 0,6 metros
  - Lado de la orilla: 0,35 metros
- Las dimensiones indicadas corresponden a cajas cerradas, tapas incluidas.
- Durante el uso, el borde superior de la caja abierta no debe llegar a más de 2,1 metros sobre el suelo.

## Reconversión de los buquinistas[19][20]
La venta ambulante de libros es ciertamente una actividad muy antigua, pero que hoy día requiere algún tipo de reconversión o actualización para poder subsistir en esta moderna y competitiva sociedad del siglo XXI, muy presionada por Internet y por el libro electrónico.
Año tras año, el Ayuntamiento de París intenta mantener en alto la tradición de los buquinistas, y por ello elige cuidadosamente a los nuevos libreros ambulantes. Algunos candidatos incluso tienen que esperar años para lograr la aprobación, ya que también está limitado el número de licencias.
Sin embargo, el turismo que cambia muchas realidades, unido a la competencia de lo digital y lo electrónico, está haciendo que mes a mes, bajen las ventas de libros, y que, sin embargo, aumenten las de "souvenirs", pues estos puestos se han convertido casi en atracción turística y deben aprovechar esta circunstancia. La ciudad de París ya permite a los buquinistas que uno de los stands sea de objetos de recuerdo e incluso de láminas y pinturas, siempre que junto a él haya otros tres de libros. Pero la realidad es que los artículos para turistas tienen movimiento comercial y ya constituyen la principal fuente de ingresos de los "libreros a cielo abierto".
Para sobrevivir y adaptarse al nuevo contexto económico contemporáneo, y para ampliar la clientela, algunos buquinistas también organizan diversos programas de nuevas actividades vinculadas de una forma u otra con el libro y la literatura, por ejemplo, talleres de lectura y de expresión oral, teatro amateur, talleres de escritura, talleres de iluminación y dibujo, talleres de encuadernación…
Pero otra realidad también golpea el enfoque tradicional de esta profesión. Y es que incluso nuevos canales de distribución se han agregado con los llamados «e-bouquinistes» que tienen sitios digitales de venta en línea, lo que representa una competencia despiadada para los buquinistas que se aferran al modo tradicional de venta y de relacionamiento con sus clientes.
Pero dentro de este contexto un tanto adverso para la profesión, también se dejan sentir voces amigas. Es el caso por ejemplo de Jean-Louis Crimon, quien se autocataloga incluso como un periodista buquinista.